# Línea 1 (TUCARSA)
La línea 1 de la red de autobuses urbanos de Cartagena (TUCARSA) une San Félix con la Plaza de las Puertas de San José.

## Características
Esta línea une la localidad de San Félix con la Plaza de las Puertas de San José. Algunas expediciones tienen su cabecera en Casas de Clares.
En 2007 se aumentó la frecuencia de paso de la línea, disminuyendo el tiempo de espera en hora punta hasta los 15 minutos.
Es operada por ALSA (TUCARSA).

### Frecuencias
| Salida desde San Félix                                      | Salida desde San Félix | Salida desde Casas de Clares                  |
| Entre las 12:30 y las 14:45h no entra en "Las Buhardillas". |                        |                                               |
| Lunes a viernes laborables (excepto agosto)                 |                        |                                               |
| A 6:30                                                      | A 6:30                 | A 7:10 - 7:40 - 8:25 - 9:10 - 10:25           |
| De 7:00 a 21:30                                             | cada 15 minutos        | 11:40 - 13:10 - 14:10 - 14:25 - 14:40         |
| A 22:00 - 22:30                                             | A 22:00 - 22:30        | 14:55 - 15:40 - 17:10 - 18:25 - 19:40 - 20:55 |
| Lunes a viernes laborables (Agosto)                         |                        |                                               |
| A 6:30                                                      | A 6:30                 | A 6:25 - 7:55 - 10:25                         |
| De 7:00 a 15:00                                             | cada 15 minutos        | 11:55 - 14:55 - 15:25                         |
| De 15:00 a 22:30                                            | cada 30 minutos        | 17:25 - 19:25 - 21:25                         |
| Sábados laborables                                          |                        |                                               |
| De 6:30 a 22:30                                             | cada 30 minutos        | A 6:25 - 7:55 - 10:25                         |
| De 6:30 a 22:30                                             | cada 30 minutos        | 11:55 - 14:55 - 15:25                         |
| De 6:30 a 22:30                                             | cada 30 minutos        | 17:25 - 19:25 - 21:25                         |
| Domingos y festivos                                         |                        |                                               |
| De 7:00 a 22:30                                             | cada 30 minutos        | Sin servicio                                  |

| > Sentido San Félix >                                       | > Sentido San Félix >   | > Sentido Casas de Clares >           |
| Entre las 12:45 y las 15:00h no entra en "Las Buhardillas". |                         |                                       |
| Lunes a viernes laborables (excepto agosto)                 |                         |                                       |
| A 7:00                                                      | A 7:00                  | A 8:00 - 8:45 - 10:00 - 11:15         |
| De 7:30 a 21:30                                             | cada 15 minutos         | 12:45 - 13:45 - 14:00 - 14:15 - 14:30 |
| A 22:00 - 22:30 - 23:00                                     | A 22:00 - 22:30 - 23:00 | 15:15 - 16:45 - 18:00 - 19:15 - 20:30 |
| Lunes a viernes laborables (agosto)                         |                         |                                       |
| A 7:00                                                      | A 7:00                  | A 7:30 - 10:00 - 11:30                |
| De 7:30 a 15:00                                             | cada 15 minutos         | 14:30 - 15:00 - 17:00                 |
| De 15:00 a 23:00                                            | cada 30 minutos         | 19:00 - 21:00                         |
| Sábados laborables                                          |                         |                                       |
| De 7:00 a 23:00                                             | cada 30 minutos         | A 7:30 - 10:00 - 11:30                |
| De 7:00 a 23:00                                             | cada 30 minutos         | 14:30 - 15:00 - 17:00                 |
| De 7:00 a 23:00                                             | cada 30 minutos         | 19:00 - 21:00                         |
| Domingos y festivos                                         |                         |                                       |
| De 7:00 a 23:00                                             | cada 30 minutos         | Sin servicio                          |

## Recorrido y paradas

### Sentido Plaza de las Puertas de San José
| Parada                                                                                        | Común con                       |
| --------------------------------------------------------------------------------------------- | ------------------------------- |
| Las expediciones que inician su recorrido en Casas de Clares realizan las siguientes paradas: |                                 |
| Casas de Clares                                                                               |                                 |
| Vereda de San Félix - Casas del Caete                                                         |                                 |
| Vereda de San Félix - Huerto de Benito                                                        |                                 |
| Vereda de San Félix (Impar) - La Seo                                                          |                                 |
| Vereda de San Félix - Avda. San José de Costa Rica                                            |                                 |
| Las expediciones que inician su recorrido en San Félix realizan la siguiente parada:          |                                 |
| Plaza Buhardilla                                                                              |                                 |
| Itinerario común                                                                              |                                 |
| Vereda de San Félix (Impar) - Maestra María Muñoz                                             |                                 |
| Ponferrada - Astorga                                                                          |                                 |
| Peral - Astorga                                                                               |                                 |
| Ctra. La Palma (Impar) - Ctra. Media Sala                                                     |                                 |
| Ctra. La Palma - Plaza del Hospital                                                           |                                 |
| Ramón y Cajal (Impar) - Guipúzcoa                                                             |                                 |
| Ramón y Cajal (Impar) - Santander                                                             |                                 |
| Ramón y Cajal - Francisco Salzillo                                                            |                                 |
| Ramón y Cajal - Doctor López Ibor                                                             |                                 |
| Ramón y Cajal (Impar) - Puyola                                                                |                                 |
| Ramón y Cajal - Trafalgar                                                                     | 2                               |
| Ramón y Cajal - Asdrúbal                                                                      | 2                               |
| Ramón y Cajal - Pintor Balaca                                                                 | 2                               |
| Ramón y Cajal - Alfonso XIII                                                                  | 2                               |
| Alfonso XIII - Bingo                                                                          | 2 4 5 6 7 12 14 24              |
| Alfonso XIII - ONCE                                                                           | 2 4 5 6 7 12 14 18 24 42A       |
| Alfonso XIII - Asamblea Regional (Frente)                                                     | 2 4 5 6 7 12 14 18 24 30 41 42A |
| Plaza de las Puertas de San José - San Diego                                                  | 42A                             |

### Sentido San Félix / Casas de Clares
| Parada                                                                                          | Común con                    | Conexiones |
| ----------------------------------------------------------------------------------------------- | ---------------------------- | ---------- |
| Plaza de las Puertas de San José - San Diego                                                    | 42A                          |            |
| Plaza de Méjico - Renfe                                                                         | 7 14                         | Cartagena  |
| Alfonso XIII - Hospital del Rosell                                                              | 4 6 7 12 14 24 42C 45 47 411 |            |
| Alfonso XIII - Asamblea Regional                                                                | 2 4 5 6 7 12 14 18 24 41 42A |            |
| Alfonso XIII - ONCE (Frente)                                                                    | 2 4 5 6 7 12 14 18 24 42A    |            |
| Alfonso XIII - Bingo (Frente)                                                                   | 2 4 5 6 7 12 14 24           |            |
| Juan Fernández - Pintor Balaca                                                                  | 2                            |            |
| Juan Fernández - La Paz                                                                         | 2                            |            |
| Juan Fernández - Plaza Las Salesas                                                              | 2                            |            |
| Juan Fernández - Almirante Baldasano                                                            | 2                            |            |
| Jorge Juan - Enrique Martínez Muñoz                                                             | 3 9                          |            |
| Ramón y Cajal (Par) - Puyola                                                                    |                              |            |
| Ramón y Cajal - Doctor Barraquer                                                                |                              |            |
| Ramón y Cajal - Pedro Díaz                                                                      |                              |            |
| Ramón y Cajal (Par) - Santander                                                                 |                              |            |
| Ramón y Cajal (Par) - Guipúzcoa                                                                 |                              |            |
| Ctra. La Palma - Canarias                                                                       |                              |            |
| Ctra. La Palma (Par) - Ctra. Media Sala                                                         |                              |            |
| Ctra. La Palma - Vereda de San Félix                                                            |                              |            |
| Vereda de San Félix (Par) - Maestra María Muñoz                                                 |                              |            |
| Las expediciones que finalizan su recorrido en San Félix realizan la siguiente parada:          |                              |            |
| Plaza Buhardilla                                                                                |                              |            |
| Las expediciones que finalizan su recorrido en Casas de Clares realizan las siguientes paradas: |                              |            |
| Vereda de San Félix - Jovellanos                                                                |                              |            |
| Vereda de San Félix (Par) - La Seo                                                              |                              |            |
| Vereda de San Félix - Aviador Franco                                                            |                              |            |
| Vereda de San Félix - Batalla de Zama                                                           |                              |            |
| Casas de Clares                                                                                 |                              |            |